# Alberto Suárez Inda
Alberto Suárez Inda (30 de gener de 1939 Celaya, estat de Guanajuato) és l'actual arquebisbe de Morelia, creat cardenal pel Papa Francesc el 4 de gener de 2015. La seva elevació al Col·legi Cardenalici va tenir lloc a Roma el 14 de febrer de 2015. Suárez Inda també ha estat bisbe de Tacámbaro entre 1985 i 1995; i des del 24 de gener de 1995 és l'arquebisbe de Morelia.

## Formació i presbiterat
Alberto Suárez Inda va néixer el 30 de gener de 1939 a Celaya, a l'estat federal de Guanajuato, a Mèxic. És l'últim dels onze fills d'una família profundament religiosa i devota. Va assistir a l'escola elemental, primària i secundària al Col·legi Mèxic sota la direcció dels Germans de les Escoles Cristianes, l'ordre fundada per Jean-Baptiste de La Salle. També va formar part d'un agrupament escolta i en aquesta àrea va fer la seva vocació sacerdotal, pel qual el 1953 va ingressar al seminari major de Morelia, on va estudiar humanitats. Acabats els seus estudis, el 1958 va ser enviat a Roma per estudiar filosofia i teologia a la Universitat Pontifícia Gregoriana, durant la seva residència al Pontifici Col·legi Llatinoamericà.
El 8 d'agost de 1964 va ser ordenat sacerdot a la seva parròquia a Celaya, per Luis María Altamirano y Bulnes, arquebisbe metropolità de Morelia. Va ser incardinat a l'arxidiòcesi de Morelia. El 1965 va assolir la llicenciatura en filosofia per la Universitat Pontifícia Gregoriana. No gaire temps després, va ser assignat com a vicari a la parròquia de Sant Josep de Morelia i a la Basílica de Nostra Senyora en Pátzcuaro. També va rebre l'encàrrec de fer de professor al Seminari Arxidiocesà, on va ser professor d'introducció a l'Escriptura, litúrgia i d'història de la salvació. Més tard, va ser destinat com a rector de la comunitat de l'Assumpció de Maria a la seva ciutat natal. Després que, amb la butlla Scribae illi, el Papa Pau VI establís la diòcesi de Celaya el 13 d'octubre de 1973, Suárez Inda va ser incardinat en el clergat de la nova circumscripció eclesiàstica. Va fer de rector del seminari menor del mateix nom, càrrec que va ocupar fins a la seva promoció a l'episcopat.

## Episcopat
El 5 de novembre de 1985 el Papa Joan Pau II el va nomenar bisbe de Tacámbaro, després de la transferència de l'arquebisbe Luis Morales Reyes a coadjutor de Torreón. La seva consagració episcopal va tenir lloc el 20 de desembre, a la Catedral de Sant Jeroni a Tacámbaro, a mans del bisbe Girolamo Prigione, arquebisbe titular de Lauriaco i delegat apostòlic a Mèxic, amb l'assistència d'Estanislao Alcaraz y Figueroa i, Arquebisbe Metropolità de Morelia, i Luis Morales Reyes. Com el seu lema episcopal del nou bisbe va triar Vivimos para el Señor.
El 20 de gener de 1995 va ser promogut a la seu metropolitana de Morelia, succeint a monsenyor Alcaraz i Figueroa. Va prendre possessió de la Catedral de la Transfiguració el 23 de febrer. Va rebre el pal·li de mans del Papa Joan Pau II, símbol de comunió entre la Santa Seu i el Metropolità, el 29 de juny d'aquell any, en la solemnitat dels Sants Pere i Pau, a la Basílica de Sant Pere. Durant el seu ministeri, ha promogut l'erecció de la diòcesi d'Irapuato, a partir de territori de les arxidiòcesis de Morelia i León, també la creació de més de 40 noves parròquies i ordenar uns 300 sacerdots i quatre bisbes. També va fer tres visites pastorals, va presidir 8 assemblees diocesanes i va promoure tres plans diocesans de pastoral. En nom de la Santa Seu, ha fet algunes visites apostòliques en diversos seminaris a Mèxic i Amèrica Central. També ha estat el promotor del XII Congrés Missioner Nacional Missioner del 2001 i del IV Congrés Eucarístic Nacional de Mèxic del 2008.
En 2004 va ser elegit vicepresident de la Conferència Episcopal de Mèxic (CEM), càrrec que ocupà fins al 2009. Com a part de la CEM ha ocupat diverses funcions, entre elles la del cap del suport social del clergat i el president del Comitè del clergat, que va establir els responsables diocesans per a la formació permanent dels sacerdots. Durant dos triennis va ser vicepresident i cap de la Comissió per a la creació de noves diòcesis, entre elles les de Cuautitlán i Izcalli. També va ser president de la Comissió Episcopal per a la Commemoració del Bicentenari de la independència de Mèxic i el Centenari de la Revolució el 2010. En l'actualitat és responsable de l'organisme de pastoral educativa.
Dins del Consell Episcopal Llatinoamericà (CELAM) era un membre del departament de la vocació i ministeri, i el 1992 va assistir a la IV Conferència General, que va tenir lloc a Santo Domingo, a la República Dominicana. També va participar de la comissió preparatòria de la V Conferència, celebrada a Aparecida, Sao Paolo, a Brasil, el 2007 També va participar en l'Assemblea Especial per a Amèrica del Sínode dels Bisbes, que es va celebrar al Vaticà el 1997.
La situació a l'estat federal de Michoacán, on porta a terme el seu ministeri, és molt difícil. En una entrevista, va dir: «Vinc de la penetració del mal que ha corromput la gent. Es mata fàcilment i el comerç de la droga ha augmentat molt i també ha portat el tràfic d'armes. La pagesia de les muntanyes, o a les zones més remotes, tot està en mans dels narcos, els segrestos són freqüents. El govern ha decidit intervenir en una escala massiva i ha disminuït una mica. La pobresa i la ignorància fan la resta». Ell va continuar dient que: «En una diòcesi veïna, prop de cinc sacerdots han estat assassinats en els últims anys. La situació no és bona. Van ser assassinats perquè han denunciat aquest tràfic. Qui aixeca la veu ho paga en primera persona ...».

## Cardenalat
El 4 de gener de 2015 després de l'Àngelus dominical, el Papa Francesc anuncià plans per crear-lo cardenal en el consistori que es va celebrar a la basílica de Sant Pere, el següent 14 de febrer, en què li va ser conferit l'anell, la birreta cardenalícia i el títol de Sant Policarp, establert en el mateix consistori.
La notícia de l'arribada a la porpra cardenalícia de Suárez Inda causà una gran sorpresa, en provenir d'una diòcesi que mai no havia tingut un cardenal, motiu pel qual el portaveu vaticà Mons. Federico Lombardi comentà al respecte que aquest era un gest del Papa Francesc vers Mèxic especialment perquè la zona d'influència de l'arxidiòcesi de Morelia és una zona molt colpejada per la violència.
El 13 d'abril el papa el va nomenar membre de la Congregació per al Clergat i del Consell Pontifici per a la Justícia i la Pau.
Del 4 al 25 d'octubre del 2015 participà, per nomenament directe pontifici, en la XIV Assemblea General del Sínode dels Bisbes que se celebrà a la Ciutat del Vaticà.